# 杨儇
楊儇（?—?），其字、號、生平均不詳。 
唐玄宗天寶十二年（753年）癸巳科狀元，主考官是禮部侍郎楊濬，同榜有張繼、鮑防等人。其事蹟失考。